# Orange Espagne
Orange Espagne, connu sous le nom de Orange España et anciennement Amena, est une entreprise de télécommunications, filiale locale d'Orange en Espagne. 

## Histoire
En juillet 2005, France Télécom rachète Amena d'Auna Operadora de Telecomunicaciones S.A., alors que le fournisseur est le troisième opérateur mobile en Espagne, avec près de 10 millions de clients. La transaction se complète à la hauteur de 6,4 milliards d'euros et résulte dans la fusion d'Auna, Retevision Movil S.A. et France Telecom España, la filiale de compagnie française dans ce pays. Par la suite, Amena.com devient une marque low-cost. 
En 2007, Orange acquiert le fournisseur d'accès internet espagnol Ya.com pour 320 millions d'euros.
Elle a réalisé en 2010 un chiffre d'affaires de 3,821 milliards d'euros. Au 30 juin 2011, Orange Espagne fournit 12,2 millions de clients en téléphonie mobile, dont 6,7 millions de clients haut débit mobile 3G, soit 20,1% du marché espagnol et 1,2 million de clients haut débit ADSL.
Orange acquiert l'opérateur espagnol Simyo, en 2012. En 2014, Orange Espagne se situe au deuxième rang des fournisseurs de services mobile par nombre de clients. 
En août 2015, Orange Espagne finalise son OPA sur l'opérateur fixe et FAI Jazztel pour une somme de 3,35 milliards d'euros.
En 2017, elle a réalisé un chiffre d'affaires record de 5,4 milliards d'euros, avec une progression du chiffre d’affaires de +7,1%, par rapport à l'année 2016. Au 21 février 2018, Orange revendique 175 000 ventes nettes dans la fibre pour le seul quatrième trimestre 2017. Concernant les forfaits mobiles, le groupe revendique 61 000 ventes nettes pour la même période.
Orange Espagne rachète l'opérateur de réseau mobile virtuel Republica Movil, en 2018. L'année suivante, la société acquiert le fournisseur d'accès SUMA Mobile. 
Pendant le premier semestre 2020, Orange Espagne accuse une perte de -2,4% de son CA (1,29 milliard d'euros), et une perte de 127 000 clients dans le domaine du mobile. 
En juillet 2020, l'ancien directeur général d'Orange Pologne, une autre filiale du groupe, Jean-François Fallacher est nommé à la tête d'Orange Espagne.
En 2021, ce dernier demande au gouvernement espagnol de revoir à la baisse le prix des fréquences 5G.
En juillet 2022, Orange Espagne annonce la fusion de ses activités avec MasMovil, créant une nouvelle entité à part égale ayant une capitalisation de 18,6 milliards d'euros.

## Identité visuelle (logo)

Logo d'Orange España.